# Ingavi
Ingavi è un comune (municipio in spagnolo) della Bolivia nella provincia di Abuná (dipartimento di Pando) con 807 abitanti (dato 2010).

## Cantoni
Il comune è suddiviso in 2 cantoni.
- Ingavi
- Tacna